# Pour les yeux de Jessica B
Pour plus de détails, voir Fiche technique et Distribution.
Pour les yeux de Jessica B. (S+H+E: Security Hazards Expert) est un film d'espionnage ouest-germano-américain réalisé par Robert Michael Lewis et sorti en 1980.

## Synopsis
Lavinia Kean, brillante agente d'espionnage américaine, experte en risques de sécurité, lutte contre les ruses du criminel international et maître chanteur Cesare Magnasco.

## Fiche technique
- Titre français : Pour les yeux de Jessica B. ou Nom de code : S.H.E.[1]
- Titre original américain : S+H+E: Security Hazards Expert ou S*H*E
- Titre allemand : Super Harter Engel S+H+E ou S+H+E: Security Hazards Expert[2]
- Réalisateur : Robert Michael Lewis
- Scénario : Richard Maibaum
- Photographie : Jules Brenner
- Montage : Michael Economou
- Musique : Michael Kamen
- Décors : Francesco Bronzi (it)
- Production : Martin Bregman
- Société de production : Martin Bregman Productions (États-Unis), A.E.C. Filmproduktions GmbH (RFA)
- Pays de production :  États-Unis -  Allemagne de l'Ouest
- Langue originale : anglais américain
- Format : Couleurs - 1,33:1 - Son mono - 35 mm
- Durée : 100 minutes
- Genre : Film d'espionnage
- Dates de sortie :
  - États-Unis : 23 février 1980
  - Allemagne de l'Ouest : 5 juin 1980
  - France : 1982

## Distribution
- Cornelia Sharpe : Lavinia Kean
- Omar Sharif : Baron Cesare Magnasco
- Robert Lansing : Owen Hooper
- Anita Ekberg : Dr Else Biebling
- Fabio Testi : Rudolf Caserta
- William Traylor : Lacey
- Isabella Rye : Fanya
- Thom Christopher : Eddie Bronzi
- Mario Colli : Alfredo Mucci
- Claudio Ruffini : LaRue
- Geoffrey Copleston : Président de l'ONU
- Fortunato Arena : Paesano
- Gino Marturano : Major Danilo
- Emilio Messina : Zec

## Production
Le réalisateur Robert Michael Lewis dit avoir fait le film « parce que c'était trois mois à Rome avec l'argent de quelqu'un d'autre » mais qu'il trouvait que le scénario de Richard Maibaum « était affreux et je pense que je n'avais presque rien à faire avec lui. Mon ex-femme s'est chargée de la réécriture et c'est parti ».
Lewis dit qu'il était « très difficile » de travailler avec Anita Ekberg, mais le producteur exécutif Martin Bergman a refusé de la renvoyer. Lewis a décidé de la licencier quand même mais l'a réembauchée lorsqu'elle a promis de bien se comporter, ce qu'elle a fait. Il a également dit que Cornelia Sharpe avait besoin de beaucoup de prises, ce qui a causé des frictions avec Omar Sharif qui n'en avait pas besoin.